# خدمات برنامه‌ای گسترده
برخلاف راه حل‌های دیگر بهینه‌سازی WAN ، WAAS به صورت شفاف با شبکه جهانی یکپارچه می‌باشد و از اطلاعات TCP برای حفظ عملیاتی چون : امنیت و قابل رؤیت بودن و کنترل را نگهداری می‌کند. مدیریت و سازمان‌دهی WAAS بسیار آسان می‌باشد و با نرم‌افزار Cisco IOS یکپارچه می‌باشد. به منظور سرعت دادن به دستورالعمل‌ها و اجرای فایل و به منظور کاهش استفاده از پهنای باند وَن، CISCO WAAS در سرعت دستورالعمل‌ها و تکنیک‌های بهینه‌سازی WAN تأثیر بسزایی داشته است مانند: مقایسه، حذف تکرار، بهینه‌سازی جریان انتقال، نهانگاه و انتشار محتویات. این تکنیک‌ها در غلبه کردن به پهنای باند، توان عملیاتی و محدودیت‌های پنهانی که با TCP/IP و پروتکل‌های دستورالعمل همکاری دارند، کمک می‌کند. CISCO WAAS در مورد پیشنهادهای جایگزین به نتایجی برتر رسیده است به وسیله به کار بردن روش‌های بهینه‌سازی در 3 لایه جداگانه که عبارت‌اند از :
- کاهش پنهان بودن و پهنای باند در لایه 7، استفاده از دستورالعمل معین بهینه‌سازی به منظور توقیف کردن پیام‌های غیرضروری، انجام پیام و دسته‌بندی دستورالعمل و استفاده از تکنیک‌های ذخیره‌سازی پیچیده برای کوچک کردن داده‌ای انتقال یافته در WAN .
- پیشرفت توان عملیاتی و پهنای باند در لایه 4، استفاده از تکنیک‌هایی مانند حذف تکرار، مقایسه، بهینه‌سازی جریان انتقال بر طبق استانداردهای TCP گسترده .
- کامل کردن و یکپارچه کردن شبکه جهانی در لایه‌های 3 و 4 . اجازه دادن به WAAS برای استفاده بردن از رده‌بندی ترافیک، Qos، سیاست طبق مسیریابی، دسترسی بالا، اعتدال و دیگر سیاست‌های شبکه‌های جهانی.